# Glándula salina (zoología)
La glándula de sal es un órgano (específicamente, una glándula tubular compuesta) que tiene por función excretar el exceso de sal, su función es importante para el equilibrio en el agua y electrolitos.

## Dónde se presenta
Está presente en los elasmobranquios, en aves marinas  y algunos reptiles. En los tiburones, las glándulas de sal se encuentran en el recto, pero en los pájaros y los reptiles, las glándulas están ubicadas en el cráneo cerca de la zona de los ojos, fosas nasales o boca . En el caso de los cocodrilos, la sal se excreta a través de la lengua.
Estas glándulas funcionan mediante un transporte activo a través de la bomba de sodio-potasio que mueve la sal desde la sangre a la glándula, donde puede ser excretada en forma de solución concentrada. La función de las glándulas de sal es mantener la concentración de sal en la sangre en niveles aceptables, permitiendo a los vertebrados marinos beber agua de mar .

## Glándulas salinas en animales
La necesidad de la excreción de sal en los reptiles (como iguanas marinas y tortugas marinas) y pájaros (como petreles y albatros ) se debe a que sus riñones son mucho menos eficientes que los de los mamíferos.  A diferencia de la piel de los anfibios , la piel de reptiles y aves es impermeable a la sal, lo que ocasiona que tampoco puedan liberarse de la sal a través de la piel.  El pato pequinés se utiliza con frecuencia en la investigación animal de la glándula de sal. En los tiburones también hay glándulas salinas pero en el recto, en la unión del intestino con la cloaca, la cual ayuda a los riñones en la eliminación del exceso de sales de la sangre .

## Glándulas salinas en plantas
Se encuentran en plantas halófilas (que son plantas que viven en suelos salinos) y que desempeñan un papel fundamental en el metabolismo de la sal. 
Un ejemplo de esto en plantas es Atriplex (Chenopodiaceae) que es una planta frecuente en los terrenos salinos de Argentina. La epidermis está cubierta de pelos vesiculosos en los cuales se acumulan las sales que se absorben del suelo en exceso.  Las sales se cargan en la vacuola, en forma activa, con gasto energético; cuando la célula colapsa, el contenido líquido de la vacuola se evapora y las sales forman una capa pulverulenta sobre la planta. La secreción probablemente es de tipo ecrina (secreción de sudor acuoso y transparente) .
Tamarix Aphylla, también conocido como “el Tamarisco”, es un arbolito muy cultivado para fijar dunas cerca del mar.  La epidermis presenta glándulas salinas pluricelulares.  En la parte inferior hay dos células colectoras grandes, conectadas con las células vecinas por numerosos plasmodesmos. Presentan sus paredes laterales muy engrosadas, impermeables, fuertemente cutinizadas, que actúan como barreras apoplásticas para prevenir el reingreso de los líquidos secretados. Las células secretoras son seis células de transferencia con citoplasma denso y paredes laberínticas. La excreción de la sal aparentemente es granulocrina (producto secretado acumulado en el interior de vesículas producidas por dictiosomas, RE o ambos), se observan muchas vesículas pequeñas cerca de la membrana plasmática; la solución sale al exterior a través de poros cuticulares.

### Lo que pasa cuando las plantas no tienen este tipo de Glándulas
La salinidad afecta cada aspecto de la fisiología de la planta y su metabolismo. La alta concentración de sales le ocasiona un desequilibrio iónico y estrés osmótico. Un fuerte estrés salino rompe la homeostasis del potencial hídrico y la distribución de iones. La respuesta adaptativa para lograr tolerar la salinidad afecta a tres aspectos en la actividad de la planta:
- Prevenir o reparar el daño o detoxificación.
- Control de la homeostasis iónica y osmótica.
- Control del crecimiento, que debe reanudarse pero con una tasa reducida.

El estrés salino rompe la homeostasis iónica de las plantas al provocar un exceso tóxico de sodio (Na+ ) en el citoplasma y una deficiencia de iones como el potasio (K+ ). El sodio inhibe muchas enzimas y por eso es importante prevenir la entrada del mismo al citoplasma. Las plantas emplean varias estrategias para combatir el estrés iónico que les impone la salinidad. La compartimentación del sodio es una respuesta económica para la prevención de la toxicidad por este ion en el citosol, porque el ion sodio puede ser usado como osmolito en la vacuola para ayudar a conseguir la homeostasis iónica. Muchas plantas tolerantes a la salinidad (halófitas) cuentan con esta estrategia .

## Como señal de evolución
La evolución de la glándula de sal habría permitido a los reptiles y aves, puedan comer plantas y animales acuáticos, con altas concentraciones de sal. Esto no explica la evolución de la glándula a los elasmobranquios, que es el resultado de una evolución convergente.
Algunas hipótesis sugieren que las glándulas lagrimales y sudoríparas podrían estar evolutivamente relacionadas con las glándulas de sal. Las lágrimas humanas son ricas en potasio, lo que parece apoyar esta teoría. La mayor parte de los filogenistes embargo, está en desacuerdo con esta idea.